# مینس‌هیرن‌لاند
مینس‌هیرن‌لاند (به هلندی: Mijnsheerenland) یک منطقهٔ مسکونی در هلند است که در بینن‌ماس واقع شده‌است. مینس‌هیرن‌لاند ۴٬۴۳۵ نفر جمعیت دارد.

## نگارخانه

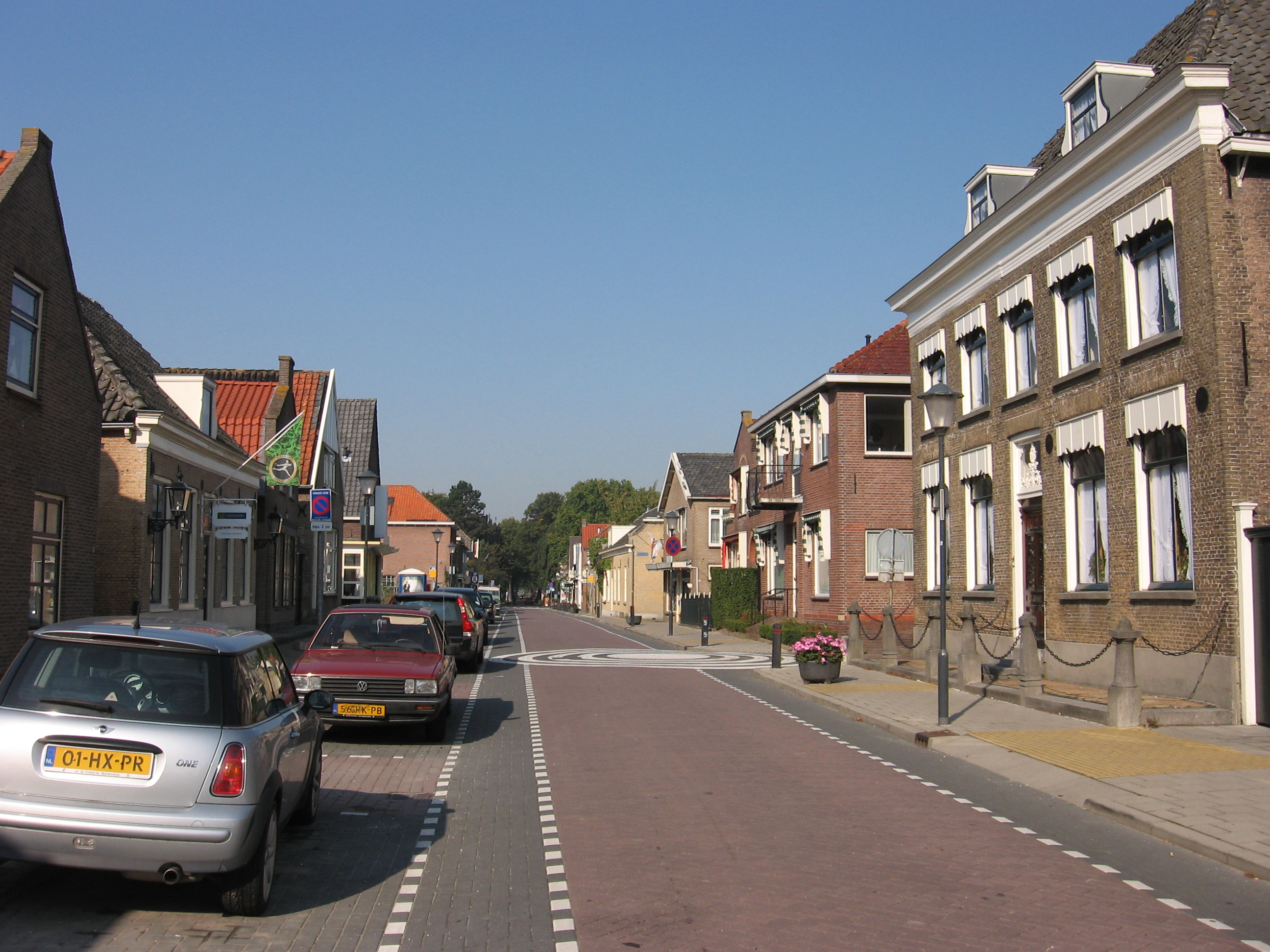
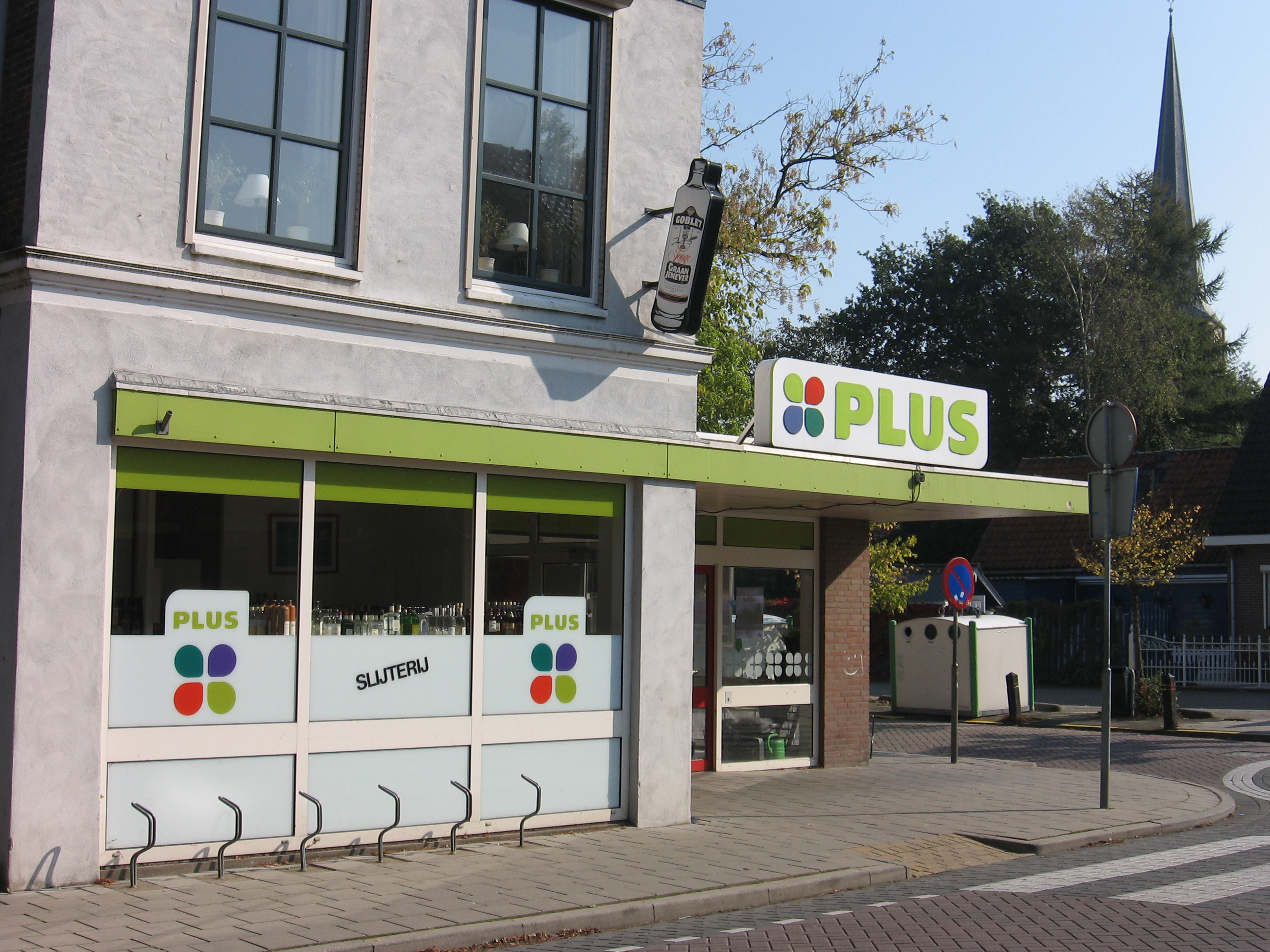
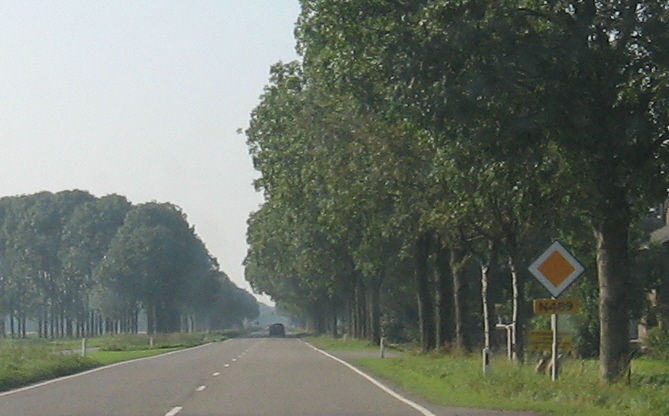
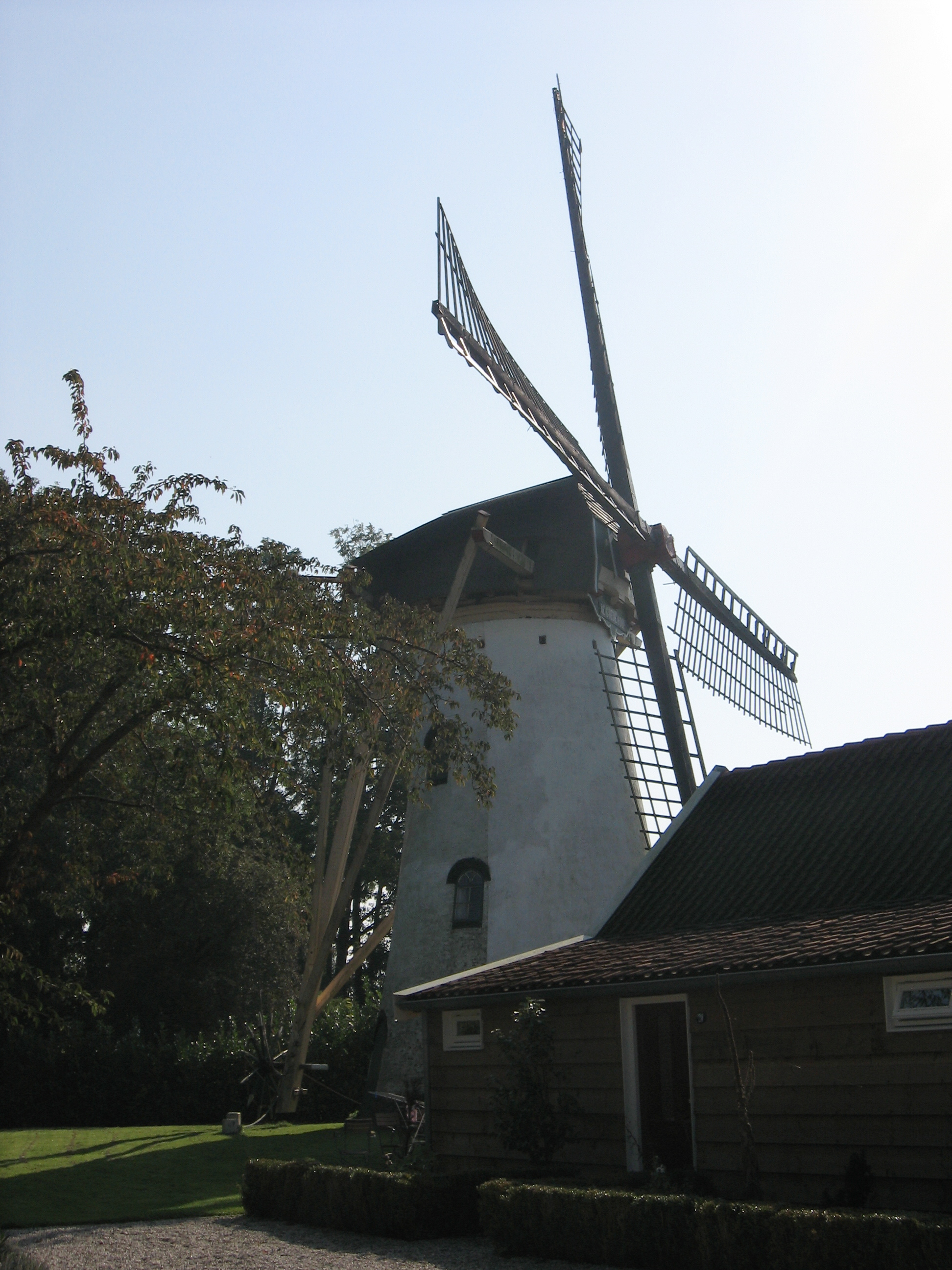
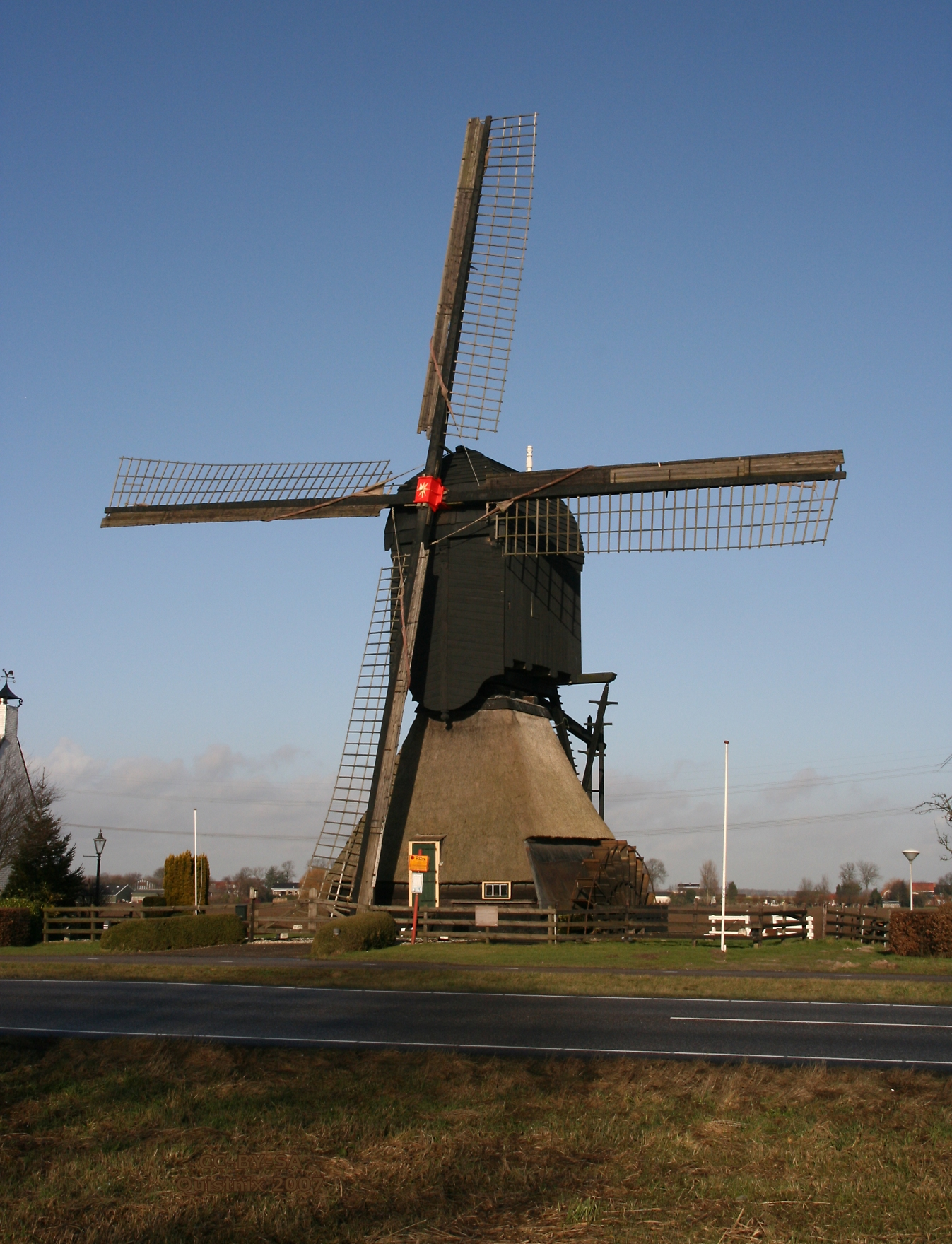
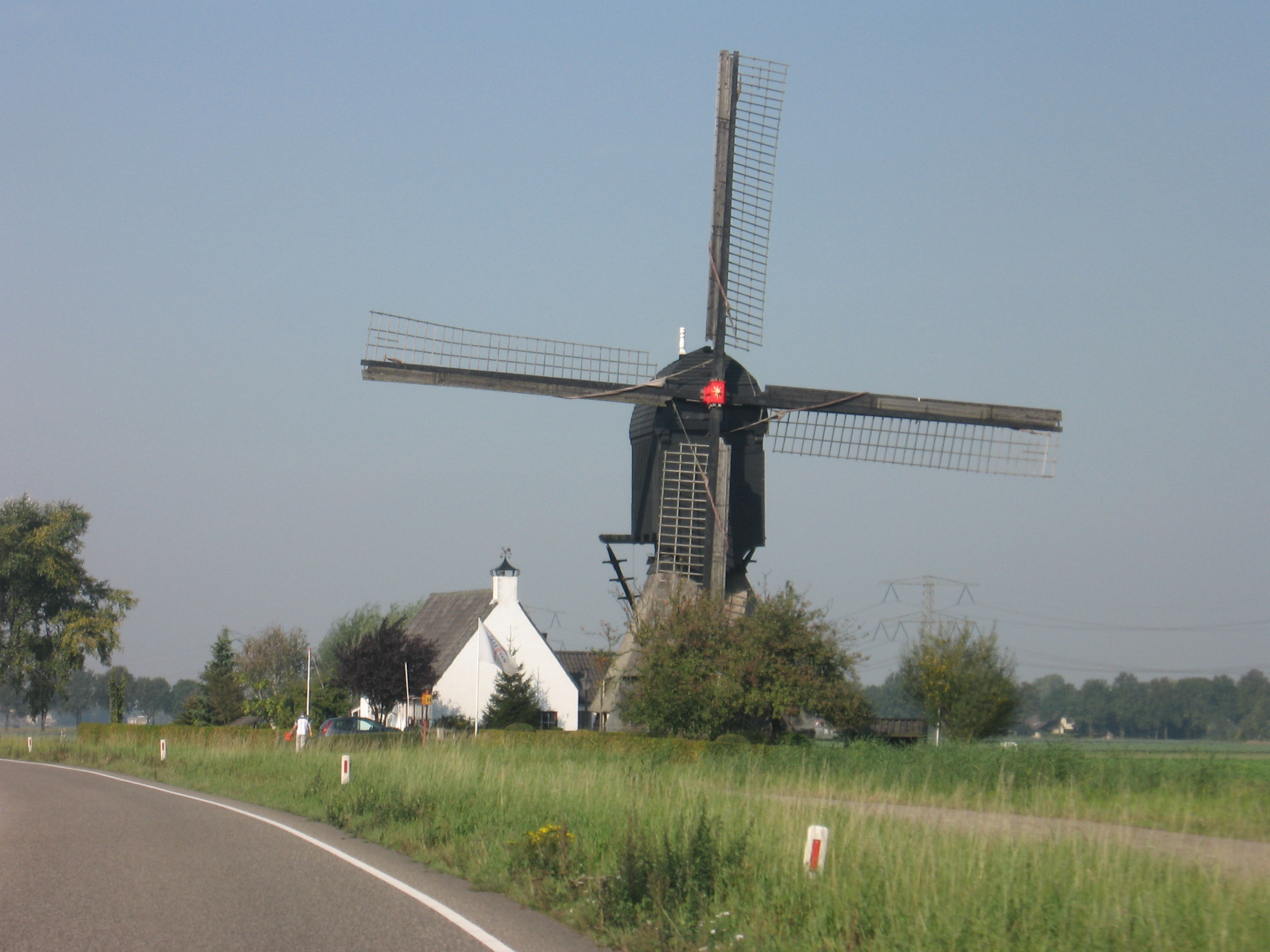
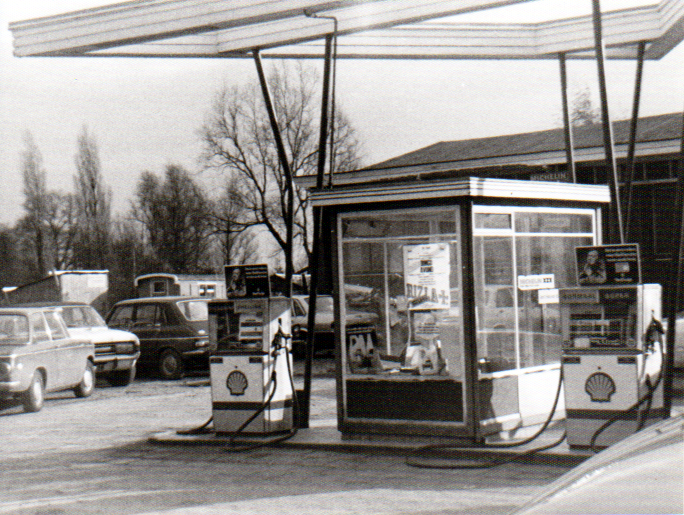
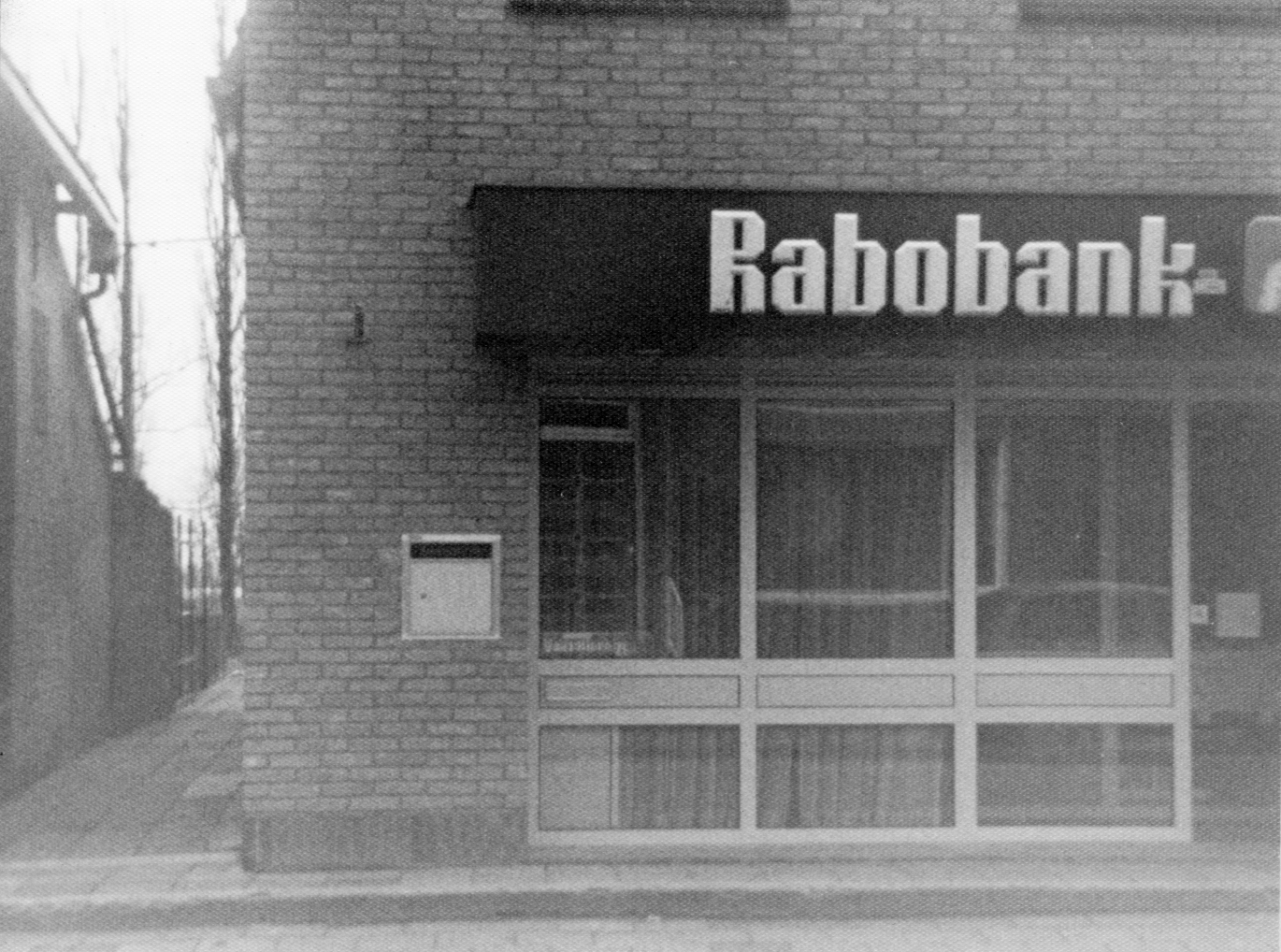
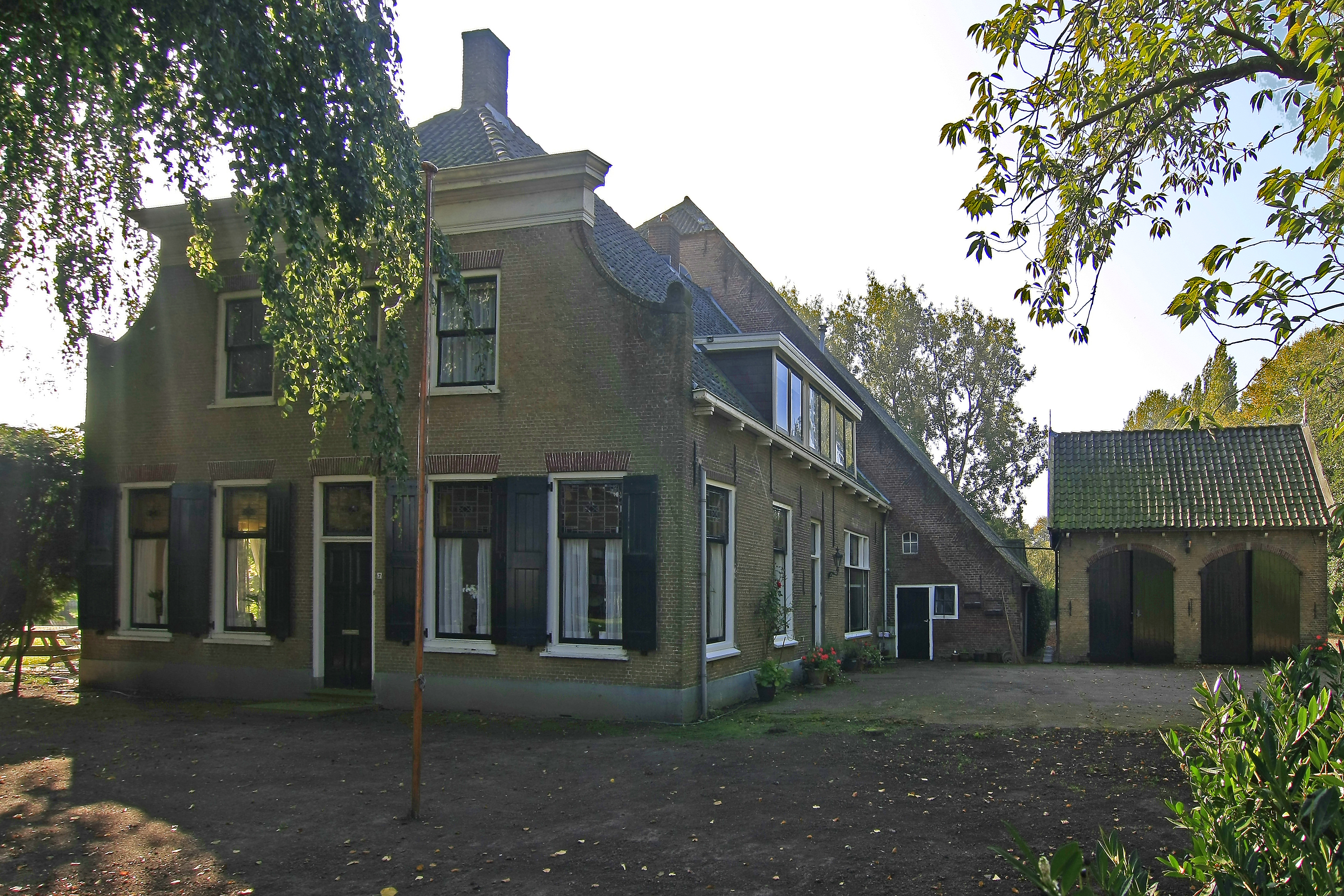